# Linea di successione al trono di Parma e Piacenza

Lo stemma del duca di Parma e Piacenza.

La linea di successione al trono ducale di Parma e Piacenza segue il criterio della legge salica ed esclude la discendenza morganatica. Il Ducato di Parma e Piacenza è stato annesso ufficialmente al Regno di Sardegna nel marzo 1860. L'attuale pretendente al trono è Carlo Saverio di Borbone-Parma, nato nel 1970.

## Linea di successione
La linea di successione al principe Carlo Saverio è la seguente:
1. Sua altezza reale Carlo Enrico Leonardo di Borbone-Parma, figlio di Carlo Saverio, nato nel 2016.
2. Sua altezza reale Giacomo Bernardo di Borbone-Parma, fratello di Carlo Saverio, nato nel 1972.
3. Sua altezza reale Sisto Enrico di Borbone-Parma, fratello di Carlo Ugo di Borbone-Parma e zio di Carlo Saverio, nato nel 1940.
4. Sua altezza reale Enrico, granduca del Lussemburgo, nato nel 1955. La sua discendenza è esclusa a causa del suo matrimonio considerato morganatico con María Teresa Mestre.
5. Sua altezza reale Jean del Lussemburgo, fratello di Enrico, nato nel 1957, principe del Lussemburgo. La sua discendenza è esclusa a causa del matrimonio morganatico.
6. Sua altezza reale Guillaume del Lussemburgo, fratello di Enrico, nato nel 1963, principe di Lussemburgo. La sua discendenza è esclusa a causa del matrimonio morganatico.
7. Sua altezza reale Philipp Georg di Borbone-Parma, nato nel 1949. La sua discendenza è esclusa a causa del matrimonio morganatico.
8. Sua altezza reale Alain Johann di Borbone-Parma, nato nel 1955. La sua eventuale discendenza è esclusa a causa del matrimonio morganatico.
9. Sua altezza reale Michel Knud di Borbone-Parma, nato nel 1989.
10. Sua altezza reale Erik Carlos Federico Henri Maria Giuseppe di Borbone-Parma, figlio di Michel Knud, nato il 28 giugno 2024.
11. Sua altezza reale Henri Luitpold di Borbone-Parma, fratello di Michel Knud, nato nel 1991.[1]
12. Sua altezza reale Charles Emmanuel di Borbone-Parma, nato nel 1961.
13. Sua altezza reale Amaury di Borbone-Parma, figlio di Charles Emmanuel, nato nel 1991.[2]
14. Sua altezza reale Rémy di Borbone-Parma, nato nel 1942. La sua discendenza è esclusa a causa del matrimonio morganatico.
15. Sua altezza reale Jean di Borbone-Parma, nato nel 1961. La sua discendenza è esclusa a causa del matrimonio morganatico.

Si noti tuttavia che dopo il matrimonio non paritario dell'attuale capofamiglia è stato annunciato più volte il cambio del requisito dell'appartenenza delle mogli dei principi a famiglie sovrane e quindi la revisione della linea di successione al trono. Tuttavia ciò non è avvenuto perché questa regola sarebbe valsa solo per l' attuale erede al trono, in quanto incardinato all' interno della Casa Reale olandese, insieme al proprio nucleo familiare e a quello del fratello.